# Mumbai (dystrykt)
Mumbai (marathi मुंबई जिल्हा, ang. Mumbai district) – dystrykt obejmuje centrum miasta nazywanego w Polsce Bombaj i jest najmniejszym (69 km²) z trzydziestu pięciu dystryktów indyjskiego stanu Maharasztra.

## Położenie
Jest to miasto portowe na zachodnim wybrzeżu tego stanu, nad Morzem Arabskim. Od północy sąsiaduje z dystryktem Mumbai Suburban, a od wschodu z dystryktem Raigad, od którego dzieli go Zatoka Thane.